# Университет Атенео-де-Манила
Университет Атенео-де-Манила — филиппинский частный римско-католический (иезуитский) университет, основанный в 1859 году. Изначально был государственным учреждением (в эпоху испанского колониального правления на Филиппинах), но после Испано-американской войны 1898 года и подавления американцами Филиппинской республики лишился государственных субсидий и стал частным учреждением со статусом колледжа. Вскоре после войны учебное заведение было переведено из манильского района Интрамурос в город Кесон-Сити. В 1959 году заведению был придан статус университета.
Образовательная система университета включает в том числе начальные, средние и старшие школы. В университете существуют следующие факультеты: искусств, гуманитарных наук, бизнеса, права, социологии, философии, богословия, медицины, общественного здравоохранения, биологии, физики, химии, математики, компьютерных наук, информационных технологий, машиностроения, наук об окружающей среде, государственного управления. В дополнение к педагогической деятельности университет сотрудничает со многими филиппинскими частными компаниями и проводит разнообразные научные исследования.
В 2004 году университет стал одним из двух на Филиппинах (наряду с университетом De La Selle), получивших четвёртый (высший) уровень аккредитации от Филиппинской комиссии по высшему образованию. С 2008 года университет сотрудничает с другими католическими университетами Восточной Азии в рамках так называемой «программы глобального лидерства».
Член Ассоциации христианских университетов и колледжей Азии (англ. Association of Christian Universities and Colleges in Asia, ACUCA).
В 2013 году в честь университета был назван новый вид жуков Hydraena ateneo.